# Церковь Вознесения Господня в Коломенском
Церковь Вознесения Господня в Коломенском — православный храм в районе Нагатинский Затон города Москвы, в бывшем селе Коломенском. Является шедевром мировой архитектуры, первым каменным шатровым храмом в России.
С 1994 года в храме действует Патриаршее подворье с приписным храмом святого великомученика Георгия Победоносца. С 2013 года возобновлены богослужения. Храм относится к Даниловскому благочинию Московской епархии Русской православной церкви.

## История

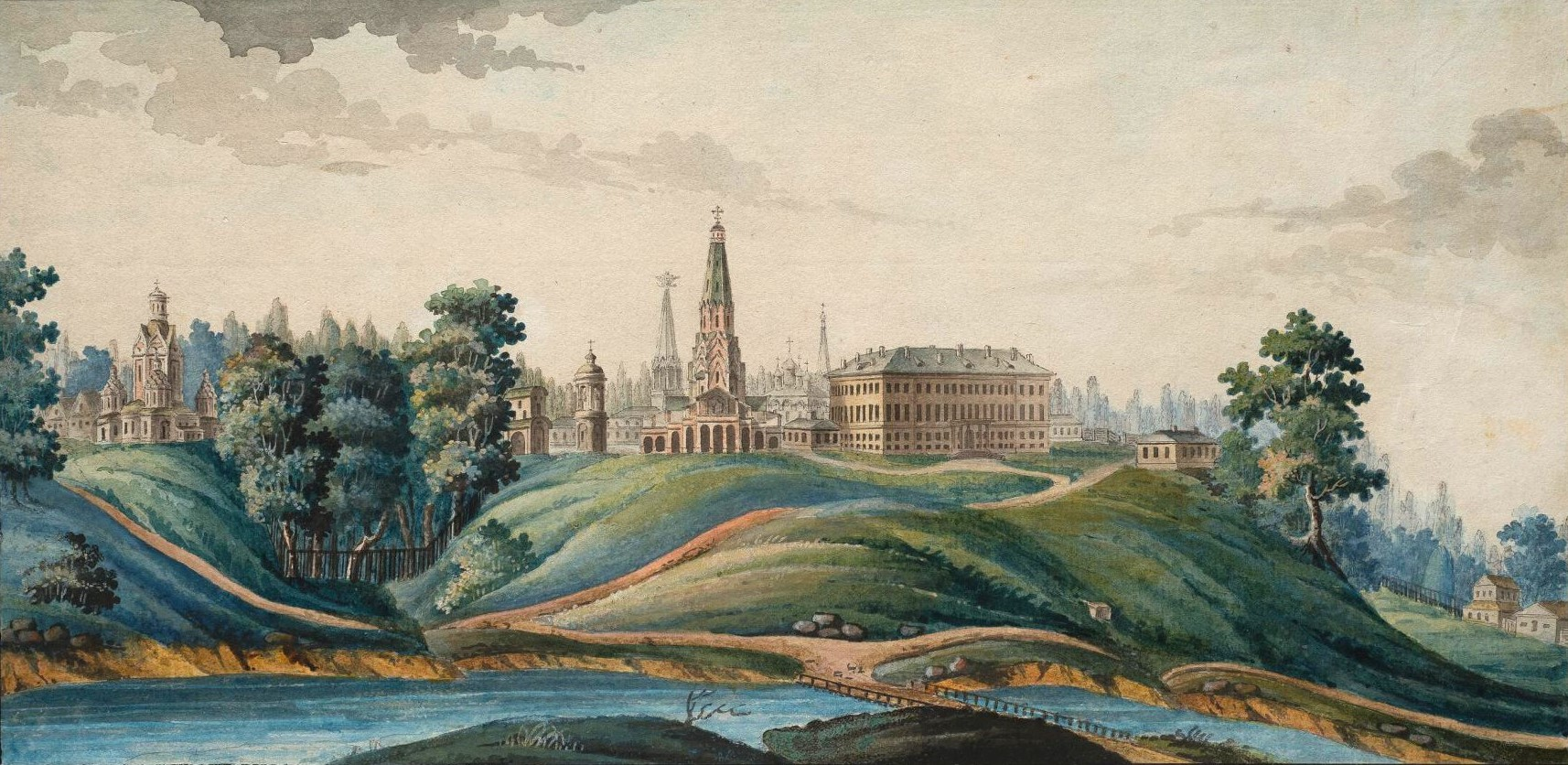
Храм на акварели Бакарева, начало 1800-х

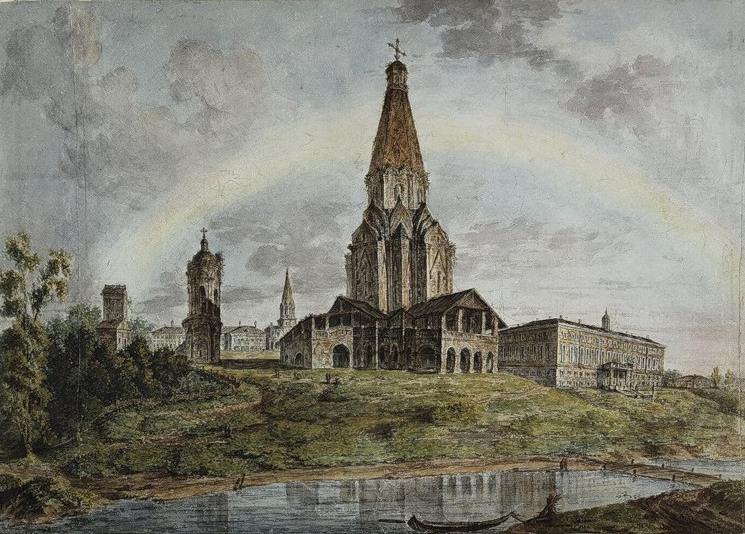
Храм на картине Фёдора Алексеева, 1805 год, справа Екатеринский дворец

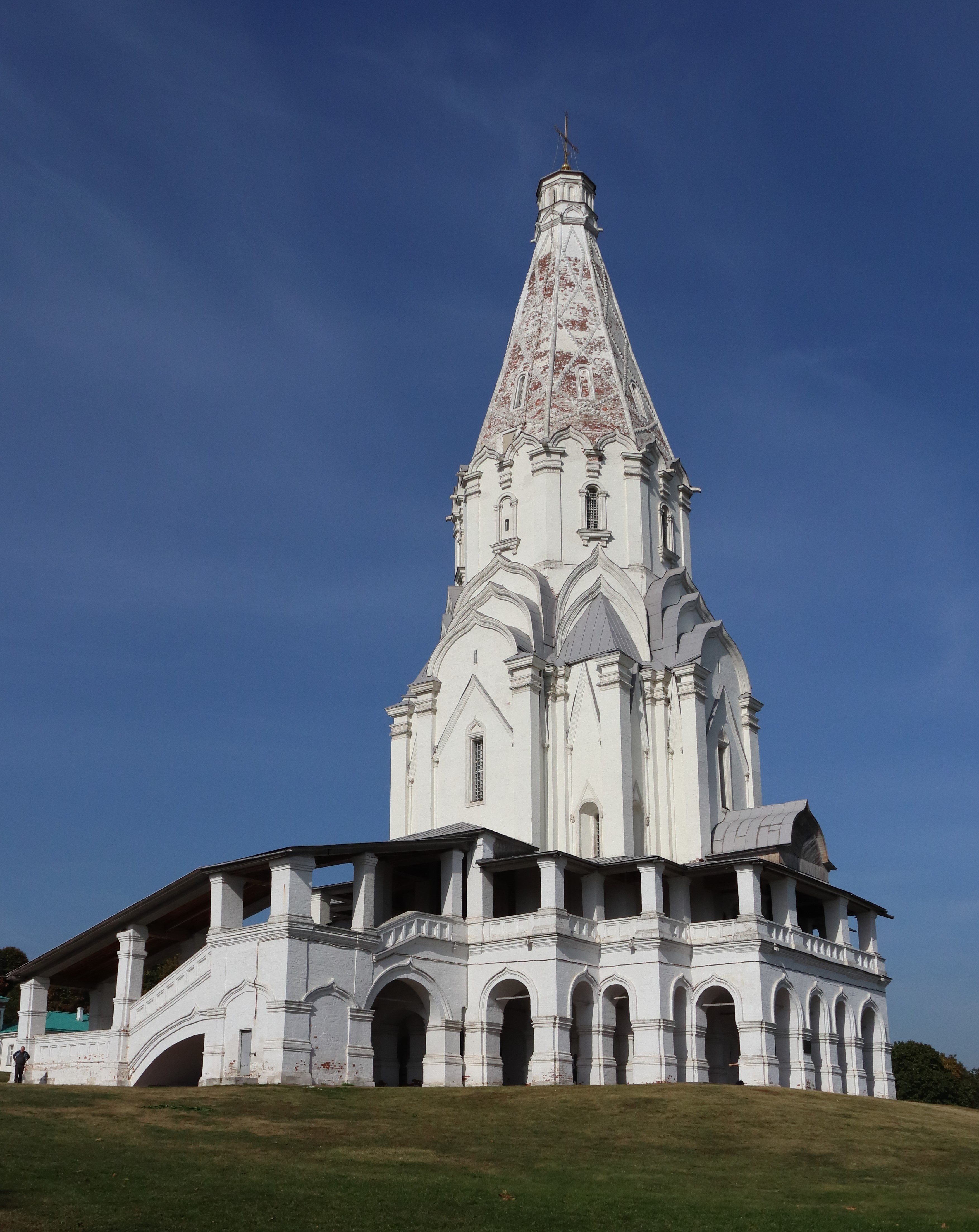
Храм-башня (с юго-востока), 2023

Церковь возведена в 1528—1532 годах предположительно итальянским архитектором Петром Францизском Анибале (по русским летописям — Пётр Фрязин или Петрок Малой) на правом берегу Москвы-реки. Ктитор храма — великий князь Московский Василий III.
Легенда связывает строительство храма с рождением у Василия III долгожданного наследника — Ивана. Из неё известно лишь то, что храм каким-то образом был связан с рождением наследника, но возвести сооружение столь сложных конструкций и большого объёма за два года, прошедшие с сентября 1530 года по август 1532 года теоретически не могли. По гипотезе С. А. Гаврилова, церковь была заложена на два года раньше рождения Ивана Васильевича и потому не могла быть обетной. Храм возведён как моленный, для моления о чадородии великокняжеской четы.
Сразу по окончании срока двухгодичной епитимьи, выпрошенной Василием III для очищения от греха двоежёнства, к Папе Римскому явились послы великого князя. По его просьбе Климент VII отпустил в Москву архитектора Анибале для строительства моленных церквей. В Москву архитектор приехал в начале лета 1528 года и через 2-3 недели уже приступил к работе.
Место для церкви Вознесения выбрали на крутом берегу, в основании которого бил ключ, считавшийся чудодейственным. Это соответствовало итальянским трактатам о выборе места, по ним ключ отнесён к особенно целебным, поскольку располагался на «зимнем востоке». Первоначально заложили «Т»-образный фундамент для трёхпрестольного храма без подклета. Подобная планировка реализована при строительстве храмов Преображения Господня села Остров и Рождества Христова села Беседы (ныне Ленинский район Московской области).
С западной стороны была заложена звонница, подобная дьяковской. Под разновысотные объёмы были заложены фундаменты разной глубины. По трактатам они должны были составлять одну шестую часть высоты объёмов здания. По глубине заложения фундаментов можно сделать гипотетическую реконструкцию. Высота основного храма определяется в 42,5 м, высота приделов — в 24,6 м, высота западного притвора — 14,4 м.
Вероятно, осенью 1528 года фундамент был завершён. По завершении фундамента отказались от первоначального замысла, так как от родника церковь оказалась бы скрытой крутым берегом, а от церкви родник не виден. Для зрительной связи понадобилось поставить храм на высокий подклет. Это повлекло за собой кардинальную переработку проекта. В связи с появлением подклета отказались от боковых приделов и от западного варианта звонницы. Для подъёма на второй ярус потребовались лестницы. С осени 1528 до весны 1529 года, вероятно, переделывали макет.
В 1529 году по уточнённому замыслу строили подклет одновременно с первым ярусом папертей и крылец. В начале лета стали выкладывать звонницу, совмещённую с северным крыльцом, но от второго варианта отказались, как и от первого западного варианта. Возможно, ещё не решена была общая планировка усадьбы. К середине лета 1529 года все общие решения были приняты. Деревянная дьяковская церковь с престолами Зачатия Иоанна Предтечи, Зачатия Анны, и Константина, и Елены была уже почти готова (она была освящена, первой из всех моленных церквей, до конца 1529 года). Только с конца 1529 года, когда появилась первая моленная церковь Зачатия Иоанна Предтечи, в которой стали совершаться моления о чадородии, можно было подумать о появлении наследника. На дьяковскую церковь сориентировали нижний марш южного крыльца церкви Вознесения, отвернув ось крыльца от оси церкви Вознесения на 4 градуса. На этой главной оси и поставили звонницу окончательно. Нависание пилонов 2-го яруса южного крыльца над стенами каморы свидетельствует о том, что при возведении каморы о возведении над ней звонницы решения ещё не было.
Вероятно, в 1530 году строили четверик. В следующем году делали кокошники и восьмерик. В завершающий 1532 год сделали шатёр. Вероятно, только по окончании шатра поставили столбы 2-го яруса папертей с резными капителями, паперти покрыли тесовыми кровлями, на южном крыльце поставили звонницу, настелили полы по мотиву руста из треугольных керамических плиток в церкви белого и серого цвета и из квадратных плиток на папертях. Все эти работы были завершены к концу лета 1532 года:62. По летописным источникам, освящение церкви произошло 3 сентября 1532 года митрополитом Даниилом в присутствии князя Василия III, княгини Елены и сына Ивана:65.
С начала 1530 года стали готовиться к появлению на свет наследника. В связи с рождением Ивана Грозного в августе 1530 года было создано «царское место» на белокаменном овальном основании, с которого открывается прекрасный вид на прилегающую окрестность. Место установили в одновременно с настилкой пола на паперти, причём для его резной спинки в уже готовой стене четверика пришлось сделать выемку в полкирпича.
Первоначальное убранство интерьера церкви не сохранилось. О росписи интерьера сведений нет. Упоминаемое в XVII веке поновление «стенного письма», возможно, относится к росписи восточного фасада церкви возле «царского места». Первоначальный пол церкви из керамических треугольных белых и серых плиток утрачен в 1570-е годы. При ремонте XVI века первоначальные плитки были перевёрнуты повреждённой лицевой стороной вниз, в результате чего обнажились их задние стороны, не политые белым ангобом. Именно так и тогда в интерьере появились «красные» плитки. Дополнительно к плиткам, использованным вторично, были сделаны более толстые плитки серого и чёрного цвета. Одновременно с ремонтом пола появились сохранившиеся до настоящего времени царские врата. Вероятно, тогда же был утрачен керамический пол на папертях. С. А. Гаврилов предполагает, что обнаруженные при археологических работах серые квадратные плитки с ковчегом могли снять с пола папертей церкви Вознесения. Работами археологов в 1976—1979 годах руководил Л. А. Беляев. Он относит керамические плитки с ковчегом к доитальянскому строительному периоду, но это явная ошибка.
В XVII веке поновляют иконы в иконостасе и небольшую фреску на восточном фасаде над «царским местом». По упоминаниям разных лет трудно представить, какая роспись была здесь первоначально. Упоминаются образа Вселенских святых, Московских чудотворцев, Господа Саваофа. Роспись сохранялась нетронутой до 1884 года, когда фрески были уничтожены, а на их месте, на стене, обитой цинковыми листами, появилась масляная живопись.
Следующий большой ремонт, вероятно, проводили одновременно со строительством дворца Екатерины II, перестройкой и надстройкой ансамбля Передних ворот под руководством и по чертежам князя П. В. Макулова в 1766—1767 годах. Во время этого ремонта были сняты ренессансные белокаменные резные капители со столбов второго яруса галерей, сделаны парапеты с ширинками (до сих пор публикуются ошибочные реконструкции «первоначального» вида церкви с этими парапетами). Тогда же появился кирпичный пол «в ёлку», уложенный на песке и в основание сени «царского места» были уложены верхом вниз наиболее сохранившиеся резные блоки капителей столбов второго яруса папертей. На ренессансных капителях водрузили новый кирпичный парапет с белокаменными гранёными столбиками и плоской крышкой, не заслонявшей оконного проёма над «царским местом». Очень скоро кирпичный пол, уложенный на песке, стал рассыпаться и потребовал ремонта.
В 1836 году по рисунку архитектора Евграфа Тюрина над «царским местом» появилась бочка с гипсовым орлом, кованая решётка и гипсовые детали на парапете. Бочка закрыла половину окна, скрыв первоначальный замысел.
В 1866—1867 годах проводился ремонт под руководством архитектора Николая Шохина. Тогда впервые в южной грани верхнего восьмерика был сделан пролом и смонтирована дверь. Легенда о существовании там в древности помещения не подтвердилась, но продолжает повторяться почти во всех публикациях по церкви Вознесения. При Шохине была разобрана первоначальная белокаменная глава и сделана более плоская из металла по железному каркасу. Первоначальная глава была сделана из трёх рядов белокаменных блоков. Она была более выпуклой, но не намного. При исследовании кладки восьмерика установлено также, что завершающий карниз и три ряда фриза переложены полностью в XIX веке на новом растворе. По обмеру Шохина, глава была выше всего примерно на 35 см. Тогда же лестница-стремянка была снята с основания креста и пропущена через новый пролом внутрь верхнего восьмерика.
При архитекторе Никите Кольбе в 1873 году были перелицованы новым кирпичом (клейма «ШМ») стены подклета, настелены новые полы на папертях из больших аршинных белокаменных плит. Одновременно были переделаны крыши над папертями. В качестве материала использовали доски и брус, взятые от разобранного в 1872 году дворца Александра I. При его строительстве в 1825 году использовали материал от разборки дворца Екатерины II, в который также попали материалы от разборки дворца Алексея Михайловича.
В 1840 году началось строительство каменной Георгиевской церкви, а иконостас от предыдущей деревянной поставили на западной паперти церкви Вознесения. Однако престола на паперти здесь никогда не было.

## Архитектура

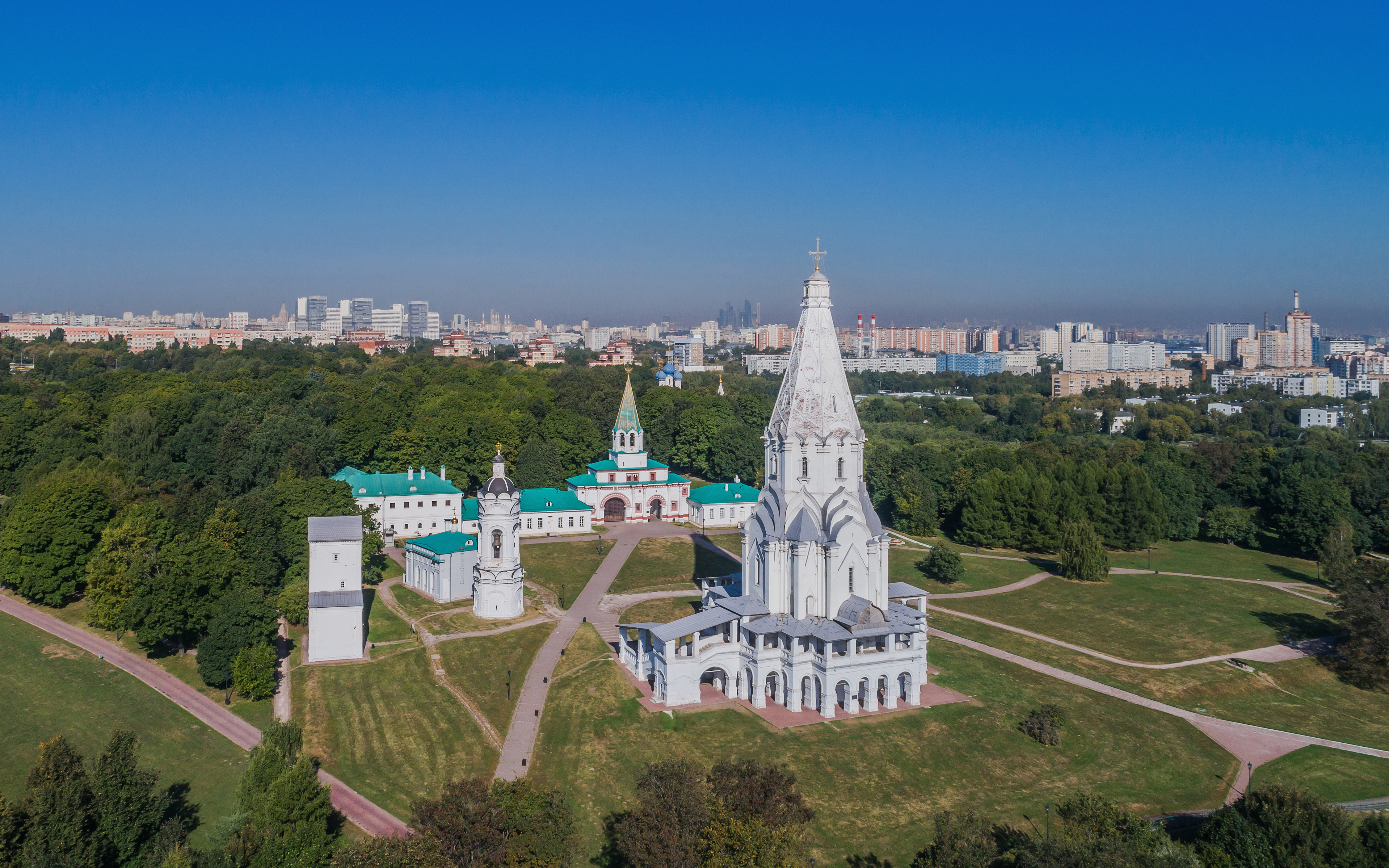
Вид сверху на церковный комплекс, 2018

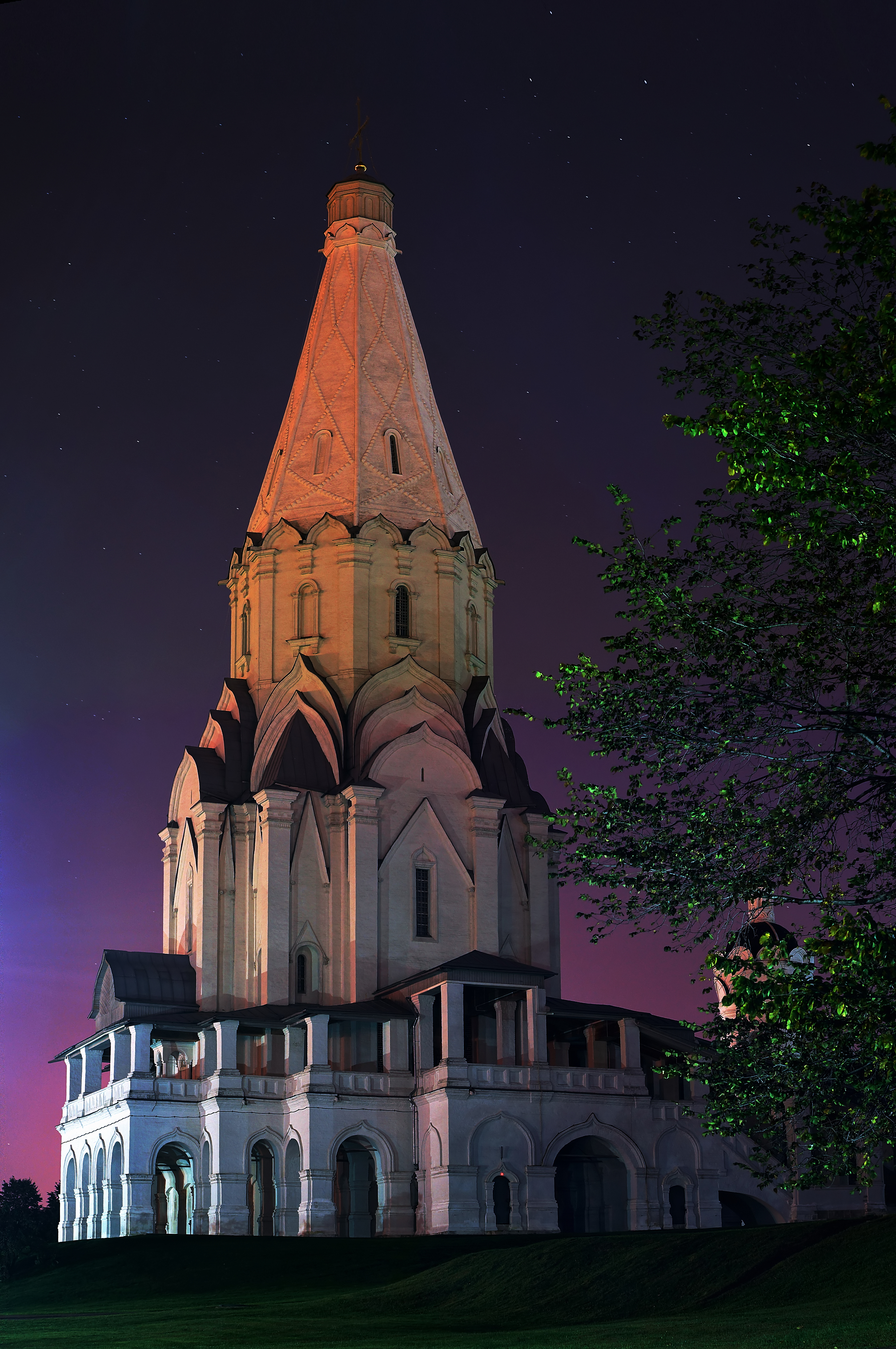
Церковь Вознесения ночью

В храме наряду с шатром были применены пристенные пилоны, что позволило построить огромное здание невиданных пропорций, с «летящей» архитектоникой. Постройка была осуществлена с размахом и значительными материальными затратами. В истории русского зодчества храм остался произведением, с точки зрения его формального совершенства, единственным и неповторимым.
По мнению В. М. Шервинского, в конструкции Коломенского храма соединились технологии итальянского и русского зодчества. В Москве «сходились мастера со всей Руси для „Государева дела“. Каждый вносил своё и сам пользовался многим. Так псковичи, призванные сюда в конце XV и в начале XVI веков, привезли в Москву ступенчатую конструкцию арок и сводов, а также форму и способ сводчатого перекрытия церквей, без внутренних столбов. По своей грузности шатёр не мог быть установлен на столбах, на которых так легко покоились купола Киева, Суздаля, Новгорода и ранней Москвы. Шатёр требовал надёжных опор, а также комбинаций арок и сводов, которые передавали бы тяжесть шатра только внешним стенам. Эту задачу и облегчили псковичи своими ступенчатыми арками, которые дали возможность легко перейти к восьмигранному увенчанному грандиозным шатром с главкой. Снаружи переход четырёхгранника в восьмигранник искусно замаскирован тремя рядами „кокошников“, являющихся тоже характерной формой деревянной архитектуры. Пилястры же и карнизы, которых много как снаружи, так и внутри, являются характерным заимствованием от итальянцев».
Церковь выполнена из кирпича с многочисленными белокаменными элементами декора в виде центрического храма-башни; её высота составляет 62 метра. План представляет собой равноконечный крест. Внутреннее пространство храма сравнительно невелико — чуть более 100 квадратных метров. Вокруг храма расположена двухъярусная галерея-гульбище с тремя высокими лестницами-всходами. На фасадах углы церкви оформлены вытянутыми плоскими пилястрами с капителями в духе раннего Возрождения. Между ренессансными пилястрами сделаны остроконечные готические вимперги. На основной крестообразный объём церкви поставлен восьмерик, в нижней части оформленный рядами больших килевидных арок в традиционном московском стиле, а выше украшенный сдвоенными ренессансными пилястрами. Храм перекрыт шатром с чётко выделенными рёбрами.
Как показал Сергей Подъяпольский, в здании имели место многочисленные «ренессансные» элементы (ордера, порталы с прямыми архитравными перекрытиями проёмов, «ренессансная» прорисовка готических вимпергов и прочее). В отношении готических элементов (общей столпообразности и многих элементов декора, прежде всего самих вимпергов) исследователь полагал, что Петрок Малый применил их как стилизацию под «местную» архитектуру, так как уловил в предшествовавшем ему древнерусском зодчестве дух готики.
На галерее располагается монументальный трон, снаружи приставленный к восточной стене церкви и повёрнутый спиной к алтарю.

## Исследование памятника и реставрация

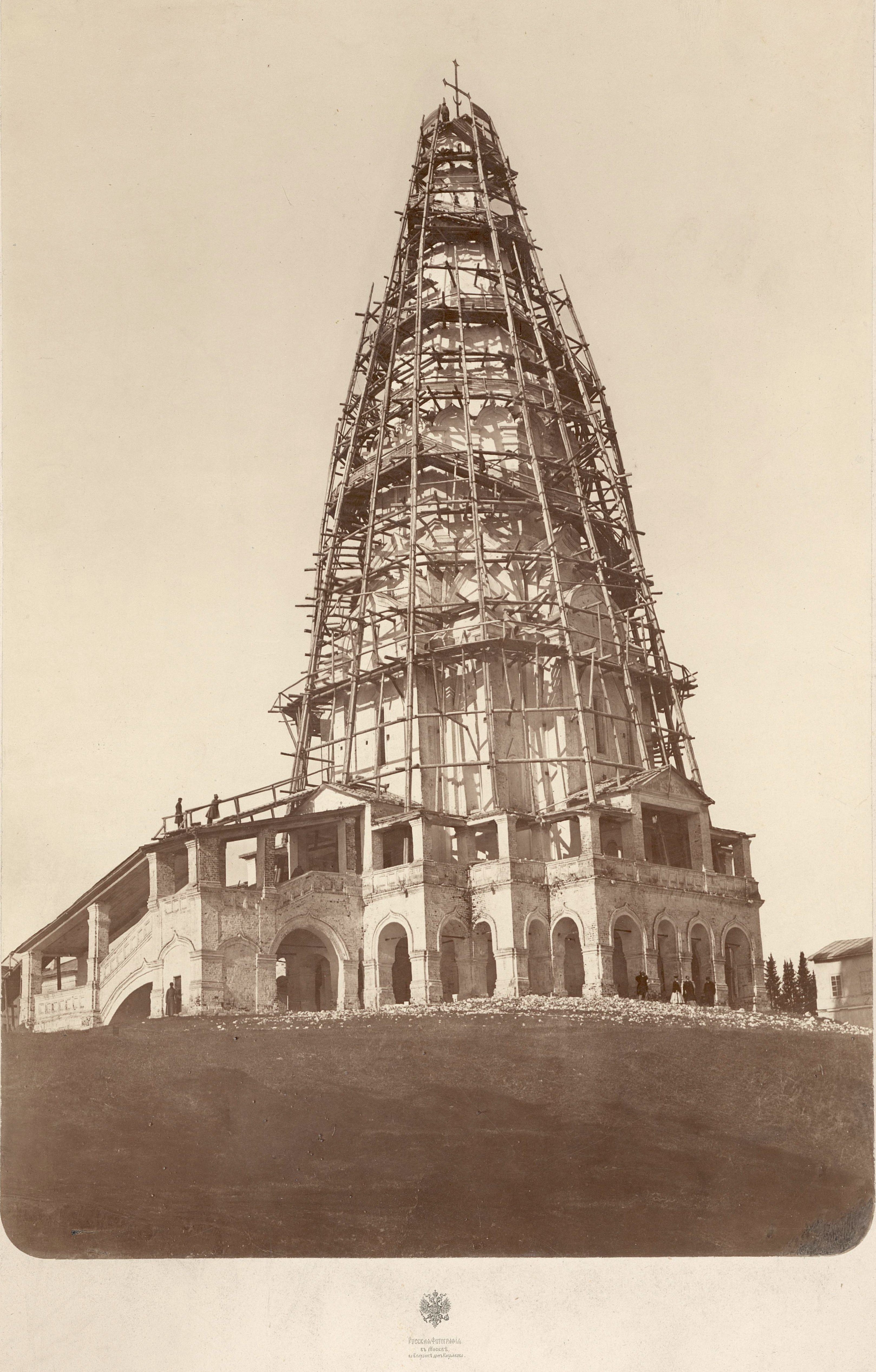
Церковь Вознесения в строительных лесах, 1866—1867

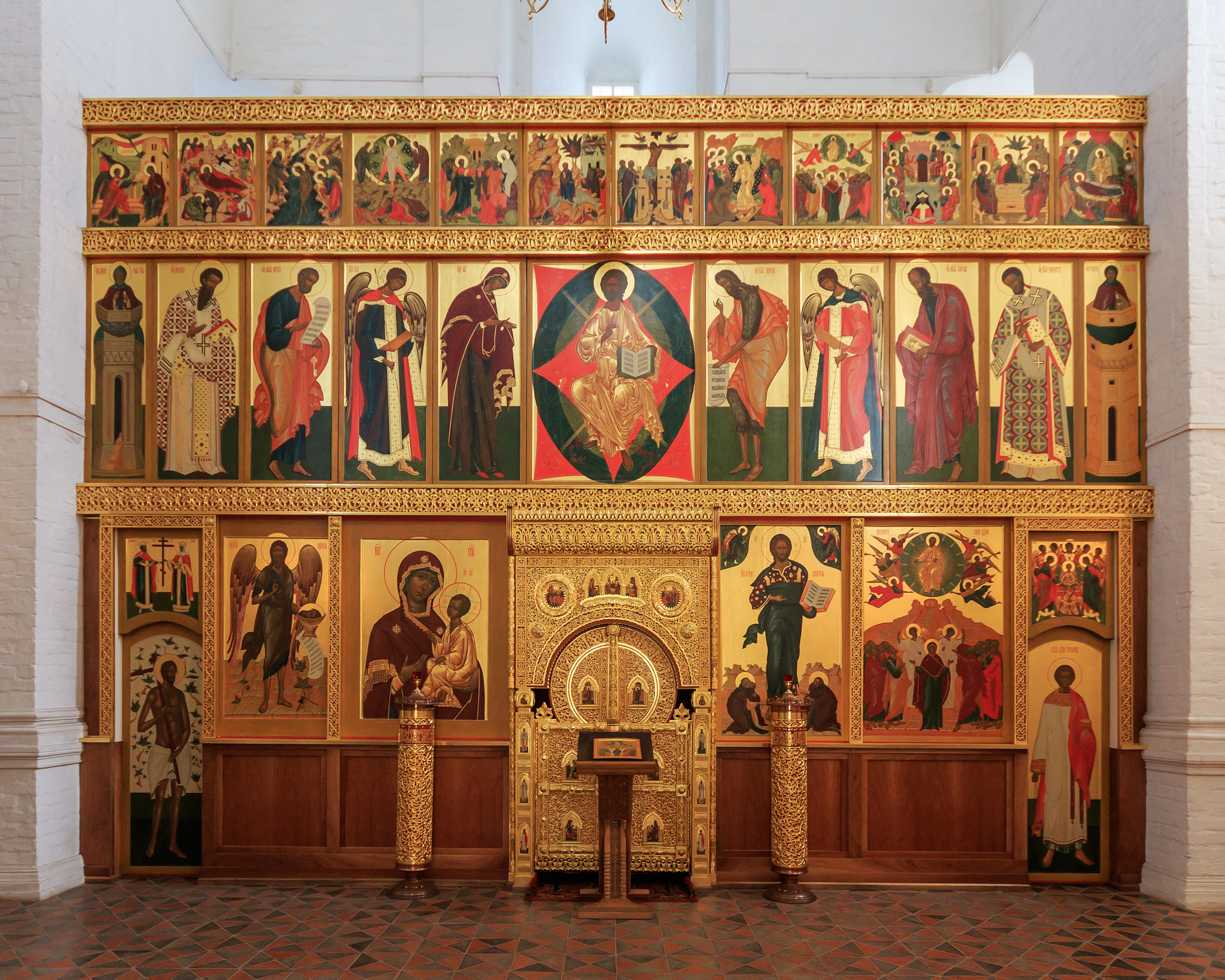
Иконостас в храме Вознесения

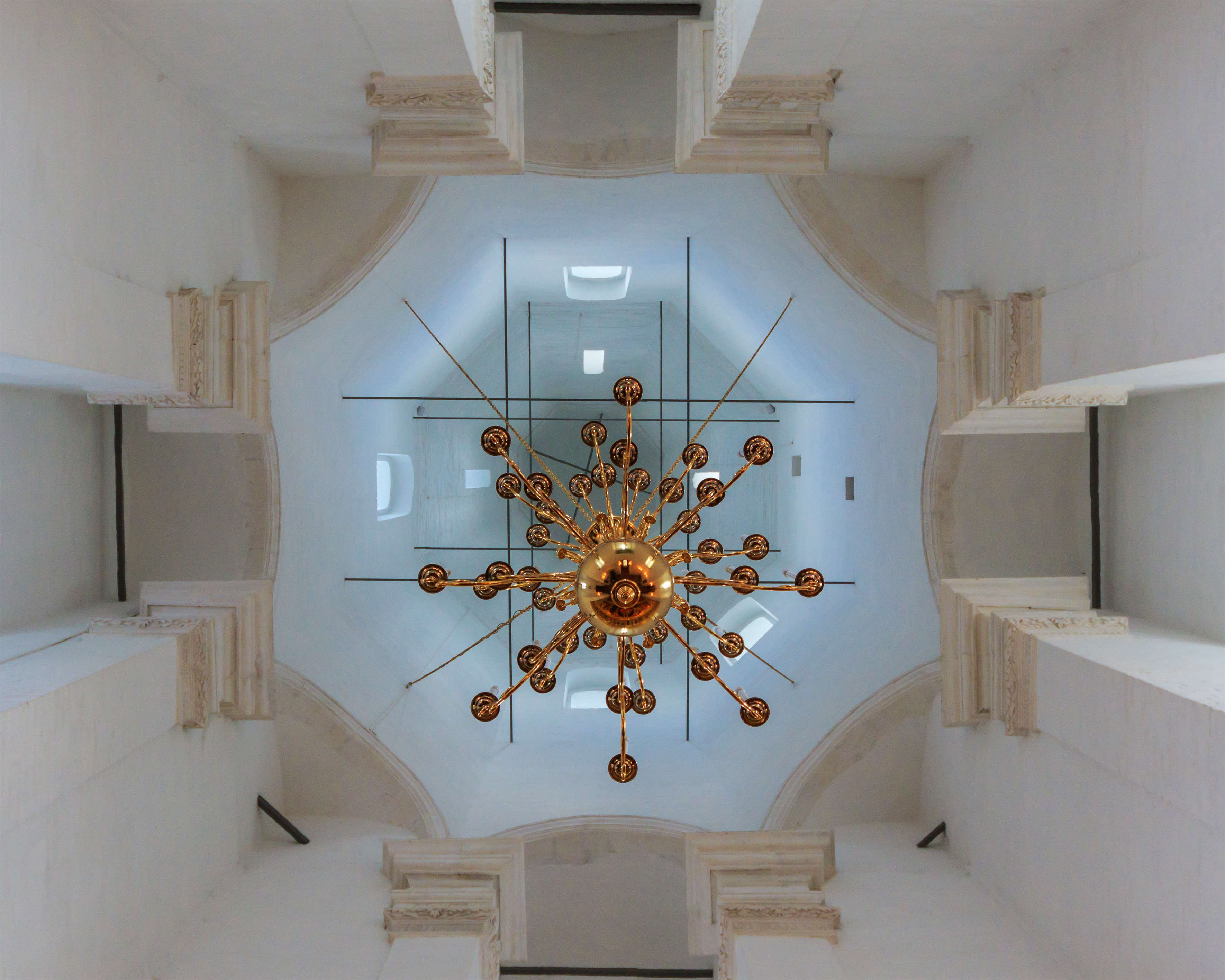
Внутренний вид шатра

Первую попытку историко-архитектурной оценки церкви сделал архитектор Николай Шохин по завершении ремонтных работ 1866—1867 годов в публикации 1872 года. Он ошибочно отнёс второй ярус галерей к поздним перестройкам и эта ошибка держалась целое столетие.
Проводивший в 1914—1916 годах первые реставрационные работы на памятнике архитектор Борис Засыпкин впервые провёл археологическую разведку территории, выполнил обмеры фрагментов памятника, фотофиксацию деталей и работ, в 1915 году впервые раскрыл ценные архитектурные детали церкви: северный портал и «царское место». Тогда же памятник в целом обмерял архитектор Иван Рыльский. Во время ремонта церкви в 1914—1916 годах под руководством архитектора Бориса Засыпкина был новым, специально изготовленным большемерным кирпичом (с клеймами «1914») перелицован шатёр.
О результатах исследования памятника Петром Барановским в 1930-е годы ничего не известно. Возможно, под его руководством были догипсованы спинка «царского места» и правая колонка северного портала.
В. Н. Подключников, на основе своих наблюдений, а также данных Бориса Засыпкина и Ивана Рыльского в 1941 году защитил диссертацию, посвящённую монографическому исследованию архитектуры этого храма. Однако не только никто из исследователей не усомнился в правильности выводов Николая Шохина о позднем происхождении второго яруса, но добавили ошибку о позднем происхождении и первого яруса папертей (галерей).
Серьёзное изучение памятника стало возможным с началом реставрационных работ, проводившихся в 1970-е — 1980-е годы. С 1972 по 1982 год их вёл Николай Свешников, с которым работали: А. Г. Кудрявцев в 1975—1980 годах и в 1974—1982 годах — Сергей Гаврилов, продолживший исследования в 1983—1990 годах. Результаты работы этого коллектива кардинально изменили представление о памятнике и, прежде всего, о его папертях и крыльцах, которые было ошибочно принято относить к поздним перестройкам, искажающим первоначальный облик памятника.
При кратком обследовании крыши папертей в 1979 году обнаружили доски с большими фрагментами обоев и брус с различными врубками от разобранных коломенских дворцов. В 1985 году завершено исследование пола и анализ историко-архивных материалов с графической реконструкцией иконостаса XVI века. С XVI века по 1867 год иконостас располагался от северной двери до южной. Николай Шохин сделал новый иконостас между пилястрами, сократив ширину иконостаса примерно вдвое. Во время исследования 1986—1987 годов на южном крыльце была обнаружена нижняя часть звонницы, просуществовавшей до XVIII века.
В комплексе с архитектурным исследованием проводилось археологическое исследование территории памятника под руководством археолога Леонида Беляева. В 1970-е годы вокруг церкви Вознесения был снят культурный слой высотой до метра. В 1990 году были вырыты 3 археологических шурфа, в которых обнаружили свыше 400 фрагментов резьбы от капителей столбов и от порталов церкви. Всего в 1986—1997 годах архитектором Сергеем Гавриловым атрибутированы свыше 2,2 тысячи фрагментов резьбы с привязкой их к декору церкви. Им же были атрибутированы находки Бориса Засыпкина.
В публикациях упоминалась «резьба от более ранней церкви, стоявшей на месте церкви Вознесения». Однако это утверждение опровергнуто исследованием всех архитектурных деталей, поднятых из культурного слоя и хранящихся в фондах музея-заповедника. Никаких следов от более раннего храма археологическое исследование территории церкви Вознесения не обнаружило.

## Современное состояние памятника

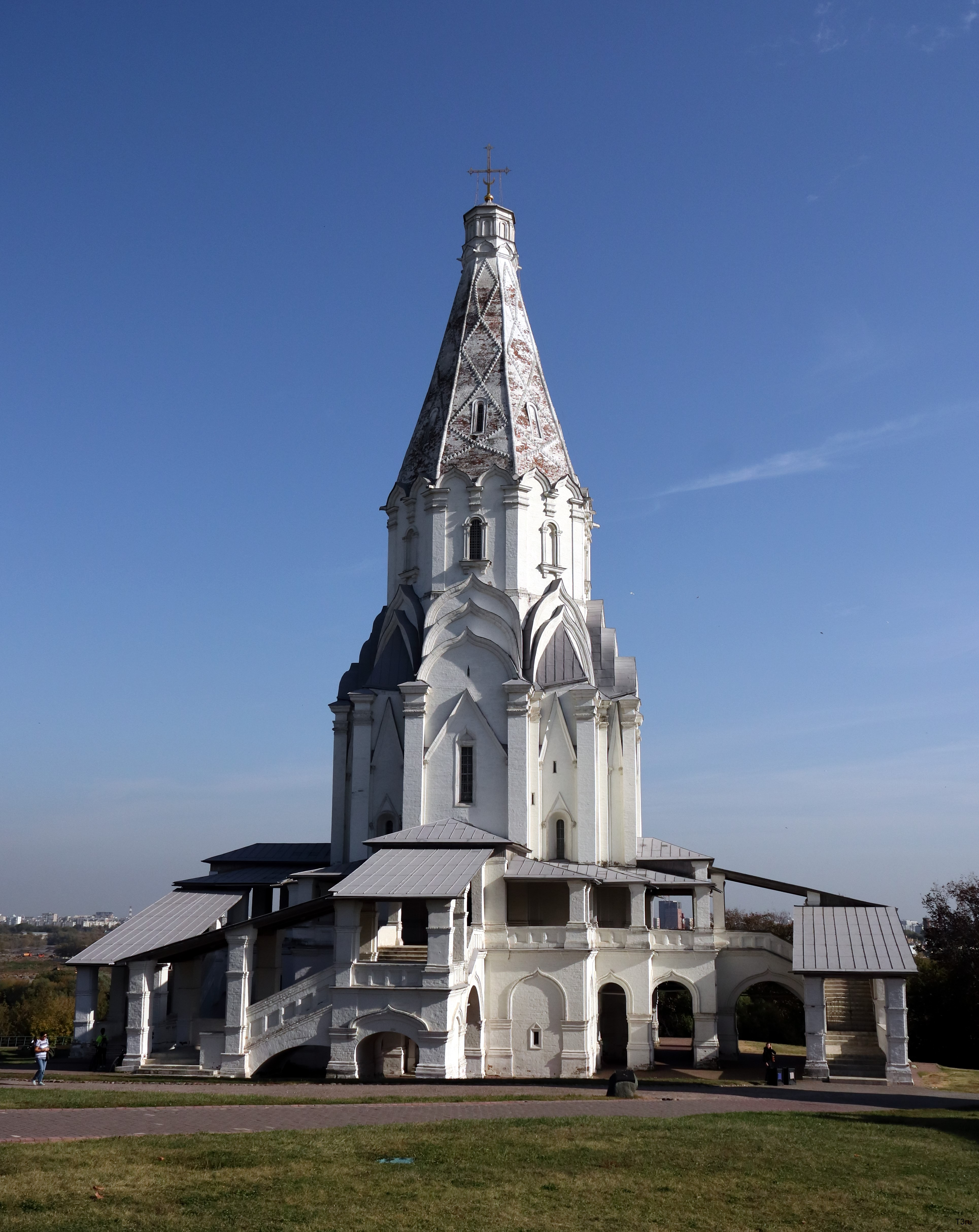
Церковь Вознесения в 2023 году (вид с запада)

Серьёзное опасение вызывает состояние памятника, стоящего на оползневом берегу. В 1970-е годы под видом укрепления берега строили бетонную набережную для повышения уровня воды в целях судоходства, засыпали грунтом древние родники. Берег заболотился, образовались промоины на 2 метра выше родников. Наиболее крупные оползни под церковью Вознесения произошли в 1981 и 1987 годах. Вместо серьёзного изучения оползневого берега и противооползневых мероприятий в конце 1980-х годов противооползневое наблюдение было ликвидировано.
Есть предположение, что весь объём церкви Вознесения расколот осевыми трещинами на четыре блока (по наблюдениям архитекторов Бориса Засыпкина в 1914—1916 годах и архитектора Сергея Гаврилова в 1970-е — 1990-е годы). Вместо серьёзного изучения состояния памятника решили залицевать трещины кирпичом. По сведениям главного архитектора музейного объединения О. Ягунова в 2003—2007 годах для перелицовки было использовано 40 тысяч штук кирпича. Со слов О. Ягунова, самоцелью восстановление первоначального облика не было; так, например, крыши над галереями сохранили, открытыми делать не стали. В 2002—2007 годах прошла очередная реставрация церкви. Вся информация о работах на церкви Вознесения за 2001—2007 годы полностью закрыта. Научные исследования церкви генпроектировщиком ЦНРПМ были перепоручены фирме КРЕАЛ.
Деревянные конструкции крыш над папертями (использованные от разобранных коломенских дворцов) были полностью уничтожены при последней реставрации в 2002—2005 годах без необходимого исследования и фотофиксации.
В октябре 2023 года объявлено о начале капитальной реставрации храма Вознесения Господня. Отремонтируют фасады и пол, части здания покрасят, заменят кровлю, позолотят крест.

## Статус
Здание входит в комплекс музея-заповедника «Коломенское»; Всемирное наследие ЮНЕСКО (с 1994 года).
Был вновь освящён 8 декабря 2000 года; с 1994 года в церковном отношении имеет статус храма Патриаршего подворья. В конце 2007 года была окончена очередная реставрация, и подклетный ярус храма был открыт для посещений.

## Духовенство
Исполняющий обязанности настоятеля — протоиерей Алексей Моисеев (настоятель храма Иоанна Предтечи в Дьякове).

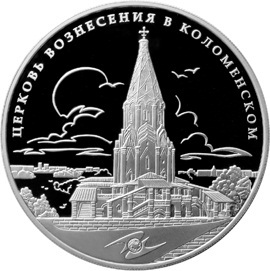
Памятная монета Банка России, 2012

## Разное
В подвале храма 2 [15] марта 1917 года была обретена, согласно донесению митрополита Московского Тихона Святейшему Синоду, икона Божией Матери «Державная», с 1990 года находящаяся в соседнем Казанском храме.

## В кинематографе
- 1926 — «Крылья холопа», реж. Леонид Леонидов и Юрий Тарич
- 1931 — «Путёвка в жизнь», реж. Николай Экк
- 1945 — «Иван Грозный», реж. Сергей Эйзенштейн
- 1971 — «Достояние республики», реж. Владимир Бычков
- 1978 — «Кузнечик», реж. Борис Григорьев
- 1981 — «Отпуск за свой счёт», реж. Виктор Титов, Янош Буйташ
- 1983 — «Прости меня, Алёша», реж. Искра Бабич
- 1986 — «Борис Годунов», реж. Сергей Бондарчук
- 1988 — «Гардемарины, вперёд!», реж. Светлана Дружинина[14]
- 1989 — «Сердце не камень», реж. Леонид Пчёлкин
- 1998 — «Сибирский цирюльник», реж. Никита Михалков
- 2016 — «София», реж. Алексей Андрианов
- 2018-2019 — «Годунов», реж. Алексей Андрианов, Тимур Алпатов[15]

## В литературе
Церкви посвящено стихотворение «Церковь в Коломенском» 1973 года советского поэта-«шестидесятника» Бориса Чичибабина.